# Биг-Бенд (национальный парк)
Биг-Бенд (англ. Big Bend) — национальный парк США, расположенный на юго-западе штата Техас на границе с Мексикой, от которой отделен рекой Рио-Гранде. В пределах территории парка находится горный хребет Чисос (англ. Chisos Mountains), самая высокая вершина которого — гора Эмори — достигает 2385 метров. Парк является частью пустыни Чиуауа и имеет типичный пустынный климат, каменистую почву и многочисленные виды кактусов. Река Рио-Гранде образует небольшие каньоны и образует «ленту» оазиса.

## Фауна
В национальном парке обитают такие виды животных, как пума, койот, кенгуровые прыгуны, серая лисица, ошейниковый пекари, чернохвостый заяц, барибал и др. На территории парка насчитывается более 450 видов птиц.